# Brnjac
Brnjac (cyr. Брњац) – wieś w Serbii, w okręgu maczwańskim, w mieście Loznica. W 2011 roku liczyła 532 mieszkańców.